# 被抹去的男孩
《被抹去的男孩》（英語：Boy Erased）是一部於2018年上映的美國成長題材電影，影片改編自作家（賈若德·康里）2016年的回憶錄《被消除的男孩》。由喬爾·埃哲頓編劇、製片、導演和主演，盧卡斯·海吉斯在片中飾演少年康利，其他主演還包括羅素·克洛和妮可·基嫚。影片由焦點影業發行，於2018年11月2日在北美公映。

## 劇情
傑拉德（盧卡斯·海吉斯飾）是美國一個小鎮浸信會牧師的兒子。在18歲時，他向父母（羅素·克洛和妮可·基嫚飾）出櫃，表明自己是同性戀。他隨即在巨大壓力下加入了一個同性戀轉換療法項目，以求不被家人、朋友和教會疏遠。在這個項目中，他與治療師（喬爾·埃哲頓飾）發生了衝突。

## 演員
- 盧卡斯·海吉斯飾演傑拉德·康利
- 羅素·克洛飾演馬歇爾·康利，傑拉德的父親，浸信會牧師
- 妮可·基嫚飾演南茜·康利，傑拉德的母親
- 喬爾·埃哲頓飾演維克多·賽克斯，同性戀轉換療法項目首席治療師
- 切利·瓊斯飾演莫頓博士[4]
- Flea飾演布蘭頓[4]
- 札維耶·多藍飾演喬恩[4]
- ·希文飾演加瑞[4]
- 喬·歐文飾演亨利[5]
- ·辛克勒（Emily Hinkler）飾演李[4]
- 傑茜·拉托萊（Jesse LaTourette）飾演薩拉[4]
- 大衛··（David Joseph Craig）飾演麥可[4]
- ·派林（Théodore Pellerin）飾演[4]
- ·希爾（Britton Sear）飾演卡麥隆[4]
- 瑪德琳·克萊因（Madelyn Cline）飾演科洛伊[6]

## 籌備與製作
2017年6月8日，有報導披露喬爾·埃哲頓將把《被消除的男孩》改編成電影，親自編劇、導演和演出，並邀請盧卡斯·海吉斯、羅素·克洛和妮可·基嫚主演，而Netflix、Annapurna影業、焦點影業和亞馬遜影業正就影片的發行權展開爭奪。6月21日，焦點影業擊敗最後的對手Netflix，宣布獲得影片全球發行權。
2017年8月，片方公佈了片中主要的配角人選。在這次公佈的演員名單中，包括美國女演員切利·瓊斯、加拿大導演札維耶·多藍和澳大利亚歌手·希文在內的多名演員都是公開的同性戀者。9月，喬·歐文和瑪德琳·克萊因也加入了演員陣容。
影片的主體拍攝於2017年9月8日在美國佐治亞州亞特蘭大啟動。

## 上映
影片定於2018年9月28日在北美上映。

## 外部連結
- 互联网电影数据库（IMDb）上《被抹去的男孩》的资料（英文）
- 豆瓣电影上《被抹去的男孩》的資料 （简体中文）
- 时光网上《被抹去的男孩》的資料（简体中文）